# Antônio Carlos Ribeiro de Andrada Machado e Silva (II)
Antônio Carlos Ribeiro de Andrada Machado e Silva (Santos, 13 de outubro de 1830 — Rio de Janeiro, 19 de outubro de 1902) pertence à segunda geração da família dos Andradas e é o segundo político deste nome.

## Biografia
Era filho do Conselheiro Antônio Carlos Ribeiro de Andrada Machado e Silva e de Anna Josephina de Andrada (sobrinha e afilhada de batismo do marido) ; pelo lado paterno era sobrinho de José Bonifácio, o Patriarca da Independência, e do primeiro Martim Francisco Ribeiro de Andrada. Foi doutor em direito, Lente da Faculdade de Direito do Largo São Francisco, advogado, deputado provincial e deputado geral por São Paulo durante o II Império.
Elegeu-se a Assembleia Geral para a 13ª Legislatura (1867-1868) pelo 3º Distrito da província de São Paulo, durante este mandato exerceria a legislatura simutaneamente com os seus primos José Bonifácio, o Moço e Martim Francisco, o Moço e posteriormente, na república, viria a ser Procurador-Geral do Estado de São Paulo.
Casou-se com Ana Marcelina e teve os seguintes filhos: Ana Sílvia, Elisa, Brasília, Antônio Carlos, que foi músico e Diogo José.